# Donald McCormick
Donald McCormick (11 de diciembre de 1911-2 de enero de 1998), también conocido como George Donald King McCormick, fue un historiador y periodista británico, que para sus obras traducidas al chino también publicó bajo los seudónimos de Richard Deacon y de Lichade Diken. Este personaje es controversial y sus obras han recibido numerosas críticas, dada la naturaleza de las temáticas que ha abordado, y dada las fuentes de las que se ha servido.

## Biografía
Donald McCormick naît en 1911.
En cuanto historiador, McCormick escribió principalmente sobre temáticas en las que las informaciones que anuncia como auténticas en realidad son poco susceptibles de ser contra-verificadas; entre las cuestiones por él tratadas se destacan Hellfire Club, Jack l'Éventreur, y Cambridge Apostles. Este autor también escribió sobre los servicios secretos de Rusia, China, Japón, Reino Unido, e Israel. Igualmente produjo biografías de los espías Maurice Oldfield y Ian Fleming (con este último incluso fue compañero de trabajo).
McCormick regularmente se apoyó en una red informal de contactos, lo que en parte explica porqué sus frecuentes declaraciones casi nunca están convenientemente referenciadas ni son de sencilla contraverificación. En 1979, afirmó que el físico Rudolf Peierls fue investigado por sospechas de espionaje en favor de la Unión Soviética, a raíz de lo cual el propio Peierls entabló una demanda, que McCormick se encargó de resolver en forma amistosa. Otra de las afirmaciones polémicas de McCormick se refirieron al economista Arthur Pigou, señalándole que actuaba defendiendo los intereses de Rusia, y señalando que estaba en posesión del diario íntimo de Pigou, el que nunca exhibió, y el que nunca fue encontrado luego de su deceso.

## Obras
- Temple of Love, New York, Citadel Press, 1965.
- The Red Barn Mystery: some new evidence on an old murder, Londres, John Long, 1967.
- John Dee: Scientist, Geographer, Astrologer and Secret Agent to Elizabeth I, Londres, Muller, 1968.
- A History of the British Secret Service, Londres, Muller, 1969.
- A History of the Russian Secret Service, New York, Taplinger, 1972, y también Londres, Muller, 1972).
- The Chinese Secret Service, New York, Taplinger, 1974.
- The Hell-Fire Club : the story of the amorous Knights of Wycombe, Londres, Sphere, 1975.
- Matthew Hopkins: Witchfinder General, Londres, F. Mueller, 1976.
- The Israeli Secret Service, Londres, Hamish Hamilton, 1977.
- The Silent War: A History of Western Naval Intelligence, Newton Abbot (Reino Unido), David & Charles, 1978.
- The British Connection: Russia's Manipulation of British Individuals and Institutions, Londres, Hamish Hamilton. 1979.
- Escape!, Londres, BBC, 1980.
- Love In Code, or, How to Keep Your Secrets, Londres, Eyre Methuen, 1980.
- Kempai Tai: A History of the Japanese Secret Service, Londres, Muller, 1982.
- With My Little Eye: The Memoirs of a Spy-Hunter, Londres, Frederick Muller, 1982.
- "C": A Biography of Sir Maurice Oldfield, Londres, MacDonald, 1985.
- The Cambridge Apostles: A History of Cambridge University's Elite Intellectual Secret Society, New York, Farrar, Straus, 1986.
- Spyclopedia: The Comprehensive Handbook of Espionage, New York, Morrow, 1987.
- The Truth Twisters, Londres, Macdonald, 1987.
- The Greatest Treason: The Bizarre Story of Hollis, Liddell and Mountbatten, Londres, Century, 1990.
- Super Spy: The Man Who Infiltrated the Kremlin and the Gestapo, Royaume-Uni, Futura, 1990.
- The French Secret Service, Londres, Grafton, 1990.
- The Life of Ian Fleming, Dufour Editions, 1994.